# Gyönyörű szép
A Gyönyörű szép Tabáni István második stúdióalbuma, mely 2010 novemberében jelent meg.

## Az album dalai
1. Gyönyörű szép
2. A szabadság vándorai
3. Olcsó vigasz
4. Bárhol
5. Te vagy a minden
6. Repülj hát
7. Száz
8. Álmos reggel
9. Tűz
10. Nem lesz már

## Külső hivatkozások
- Információk a Zene.hu lapján